# Jako malé děti
Jako malé děti (v anglickém originále Little Children) je americký dramatický film z roku 2006. Režisérem filmu je Todd Field, který společně s Tomem Perottou napsal i scénář. Hlavní role ve filmu ztvárnili Kate Winslet, Patrick Wilson, Jennifer Connelly, Jackie Earle Haley a Noah Emmerich. Snímek získal tři nominace na Oscara v kategoriích nejlepší ženský herecký výkon v hlavní roli (Kate Winslet), nejlepší mužský herecký výkon ve vedlejší roli (Jackie Earle Haley) a za nejlepší adaptovaný scénář.

## Obsazení
- Kate Winslet jako Sarah Pierce
- Patrick Wilson jako Brad Adamson
- Jennifer Connelly jako Katherine Adamson
- Jackie Earle Haley jako Ronald James McGorvey
- Noah Emmerich jako Larry Hedges
- Phyllis Somerville jako May McGorvey
- Gregg Edelman jako Richard Pierce
- Ty Simpkins jako Aaron Adamson
- Sadie Goldstein jako Lucy Pierce
- Jane Adams jako Sheila
- Raymond J. Barry jako Bob
- Trini Alvarado jako Theresa
- Marsha Dietlein jako Cheryl
- Mary B. McCann jako Mary Ann
- Rebecca Schull jako Laurel
- Chadwick Brown jako Tony Correnti
- Adam Mucci jako Richie Murphy
- Chance Kelly jako Pete Olaffson
- Lola Pashalinski jako Bridget
- Hunter Reid jako Christian
- Sarah Buxton jako Kay
- Will Lyman jako vypravěč

## Přijetí

### Recenze
Film získal pozitivní recenze od kritiků. Na recenzní stránce Rotten Tomatoes získal ze 157 započtených recenzí 80 procent s průměrným ratingem 7,4 bodů z deseti. Na Česko-Slovenské filmové databázi si snímek drží 77 procent.

### Ocenění
| Ocenění                                     | Kategorie                                           | Nominovaný                           | Výsledek  |
| ------------------------------------------- | --------------------------------------------------- | ------------------------------------ | --------- |
| Oscar                                       | Nejlepší ženský herecký výkon v hlavní roli         | Kate Winslet                         | nominace  |
| Oscar                                       | Nejlepší mužský herecký výkon ve vedlejší roli      | Jackie Earle Haley                   | nominace  |
| Oscar                                       | Nejlepší adaptovaný scénář                          | Todd Field & Tom Perrotta            | nominace  |
| Alliance of Women Film Journalists          | Nejlepší dramatický film o ženách                   | Todd Field                           | vítězství |
| Alliance of Women Film Journalists          | Nejlepší ženský herecký výkon v hlavní roli         | Kate Winslet                         | nominace  |
| Austin Film Critics Association             | Nejlepší film                                       |                                      | 8. místo  |
| Filmová cena Britské akademi                | Nejlepší ženský herecký výkon v hlavní roli         | Kate Winslet                         | nominace  |
| Critics' Choice Movie Awards                | Nejlepší film                                       | Albert Berger, Ron Yerxa, Todd Field | nominace  |
| Critics' Choice Movie Awards                | Nejlepší ženský herecký výkon v hlavní roli         | Kate Winslet                         | nominace  |
| Critics' Choice Movie Awards                | Nejlepší scenárista                                 | Todd Field & Tom Perrotta            | nominace  |
| Chicago Film Critics Association            | Nejlepší mužský herecký výkon ve vedlejší roli      | Jackie Earle Haley                   | vítězství |
| Chicago Film Critics Association            | Nejlepší ženský herecký výkon v hlavní roli         | Kate Winslet                         | nominace  |
| Chicago Film Critics Association            | Nejlepší scénář                                     | Todd Field & Tom Perrotta            | nominace  |
| Dallas-Fort Worth Film Critics Association  | Nejlepší film                                       | Todd Field                           | nominace  |
| Dallas-Fort Worth Film Critics Association  | Nejlepší ženský herecký výkon v hlavní roli         | Kate Winslet                         | nominace  |
| Dallas-Fort Worth Film Critics Association  | Nejlepší mužský herecký výkon ve vedlejší roli      | Jackie Earle Haley                   | vítězství |
| Deauville American Film Festival            | Speciální ocenění                                   | Todd Field                           | nominace  |
| Dublin Film Critics' Circle                 | Nejlepší ženský herecký výkon v hlavní roli         | Kate Winslet                         | nominace  |
| Empire Awards                               | Nejlepší ženský herecký výkon v hlavní roli         | Kate Winslet                         | nominace  |
| Zlatý glóbus                                | Nejlepší film – drama                               | Albert Berger, Ron Yerxa, Todd Field | nominace  |
| Zlatý glóbus                                | Nejlepší ženský herecký výkon v hlavní roli – drama | Kate Winslet                         | nominace  |
| Zlatý glóbus                                | Nejlepší scénář – film                              | Todd Field & Tom Perrotta            | nominace  |
| Gotham Awards                               | Nejlepší film                                       | Todd Field                           | nominace  |
| Iowa Film Critics Awards                    | Nejlepší film                                       | Todd Field                           | vítězství |
| Iowa Film Critics Awards                    | Nejlepší mužský herecký výkon ve vedlejší roli      | Jackie Earle Haley                   | vítězství |
| London Film Critics' Circle                 | Nejlepší ženský herecký výkon v hlavní roli         | Kate Winslet                         | nominace  |
| Los Angeles Film Critics Association        | Nejlepší hudba                                      | Thomas Newman                        | vítězství |
| National Society of Film Critics            | Nejlepší mužský herecký výkon ve vedlejší roli      | Jackie Earle Haley                   | nominace  |
| New York Film Critics Circle                | Nejlepší mužský herecký výkon ve vedlejší roli      | Jackie Earle Haley                   | vítězství |
| New York Film Critics Circle                | Nejlepší ženský herecký výkon v hlavní roli         | Kate Winslet                         | nominace  |
| Online Film & Television Association Awards | Nejlepší ženský herecký výkon v hlavní roli         | Kate Winslet                         | nominace  |
| Online Film & Television Association Awards | Nejlepší mužský herecký výkon ve vedlejší roli      | Jackie Earle Haley                   | vítězství |
| Online Film & Television Association Awards | Nejlepší adaptovaný scénář                          | Todd Field & Tom Perrotta            | nominace  |
| Online Film & Television Association Awards | Nejlepší casting                                    | Belinda Monte & Todd Thaler          | nominace  |
| Online Film Critics Society Awards          | Nejlepší ženský herecký výkon v hlavní roli         | Kate Winslet                         | nominace  |
| Online Film Critics Society Awards          | Nejlepší mužský herecký výkon ve vedlejší roli      | Jackie Earle Haley                   | vítězství |
| Online Film Critics Society Awards          | Nejlepší adaptovaný scénář                          | Todd Field & Tom Perrotta            | nominace  |
| Mezinárodní filmový festival v Palm Springs | Speciální ocenění - Desert Palm                     | Kate Winslet                         | vítězství |
| Mezinárodní filmový festival v Palm Springs | Ocenění pro vizionáře ve filmu                      | Todd Field                           | vítězství |
| San Francisco Film Critics Circle           | Nejlepší film                                       | Todd Field                           | vítězství |
| San Francisco Film Critics Circle           | Nejlepší mužský herecký výkon ve vedlejší roli      | Jackie Earle Haley                   | vítězství |
| San Francisco Film Critics Circle           | Nejlepší adaptovaný scénář                          | Todd Field & Tom Perrotta            | vítězství |
| Satellite Awards                            | Nejlepší film – drama                               | Albert Berger, Ron Yerxa, Todd Field | nominace  |
| Satellite Awards                            | Nejlepší ženský herecký výkon v hlavní roli – drama | Kate Winslet                         | nominace  |
| Satellite Awards                            | Nejlepší mužský herecký výkon v hlavní roli – drama | Patrick Wilson                       | nominace  |
| Satellite Awards                            | Nejlepší adaptovaný scénář                          | Todd Field & Tom Perrotta            | nominace  |
| Screen Actors Guild Awards                  | Nejlepší mužský herecký výkon ve vedlejší roli      | Jackie Earle Haley                   | nominace  |
| Screen Actors Guild Awards                  | Nejlepší ženský herecký výkon v hlavní roli         | Kate Winslet                         | nominace  |
| Southeastern Film Critics Association       | Nejlepší film                                       | Todd Field                           | nominace  |
| Southeastern Film Critics Association       | Nejlepší mužský herecký výkon ve vedlejší roli      | Jackie Earle Haley                   | vítězství |
| St. Louis Film Critics Association Awards   | Nejlepší původní, inovativní a kreativní film       |                                      | nominace  |
| St. Louis Film Critics Association Awards   | Nejlepší scénář                                     | Todd Field                           | nominace  |
| St. Louis Film Critics Association Awards   | Nejlepší ženský herecký výkon v hlavní roli         | Kate Winslet                         | nominace  |
| Writers Guild of America Awards             | Nejlepší adaptovaný scénář                          | Todd Field & Tom Perrotta            | nominace  |
| Vancouver Film Critics Circle               | Nejlepší film                                       | Todd Field                           | nominace  |
| Vancouver Film Critics Circle               | Nejlepší ženský herecký výkon v hlavní roli         | Kate Winslet                         | nominace  |